# Alligator Bay
Pour les articles homonymes, voir Alligator (homonymie).
Alligator Bay, anciennement nommé Reptilarium du Mont-Saint-Michel, est un parc zoologique français situé non loin du Mont-Saint-Michel, au sein de la commune de Beauvoir, dans le département de la Manche, en région Normandie.
Reptilarium public, il présente ainsi exclusivement des reptiles, parmi crocodiles, lézards, serpents et tortues.
Ouvert en 1994, il s'agrandit par la suite pour atteindre une superficie totale de 10 000 mètres carrés (soit 1 hectare) et présente 700 animaux répartis en 3 zones thématiques : « Serre aux Alligators », « Ferme des Tortues » et « Labyrinthe des Dragons ».
En plus de ces trois zones thématiques, une « Plaine des Dinosaures » complète la visite. À cela s’ajoute, depuis 2023, une exposition baptisée « La légende des Dragons ».
Cependant, la réputation d’Alligator Bay tire bien de sa « Serre aux Alligators » qui accueille la plus grande bande d’alligators en Europe et de la présence parmi les membres qui composent ce groupe de très rares individus atteint d’albinisme.

## Historique

### Années 1990
Cette initiative de reptilarium est celle de Jean-Pierre Macé, un passionné de terrariophilie.  
Alors que sa collection s’agrandit,- tout comme sa passion et son envie de la transmettre -, il ouvre, en 1990, une exposition temporaire dans une petite maison aux abords du Mont-Saint-Michel, c’est alors la création du reptilarium.
Par la suite, il est décidé d'ouvrir au public une exposition permanente, devant la fréquentation florissante des installations existantes. C’est ainsi chose faite en 1994,- plus précisément le 14 juillet -, date d’ouverture officielle sous le nom de Reptilarium du Mont-Saint-Michel, dans de nouvelles installations plus grandes que les anciennes.
En 1996, la structure du parc zoologique s'étend sur 700 m2 et propose une grande variété de serpents et de lézards ; 200 reptiles.
En 1998, le parc s'agrandit d'un jardin paysager de 6 000 m2 recevant des tortues terrestres et aquatiques. Ce jardin prend le nom de  « Ferme des Tortues ». La façade du parc zoologique se voit modifier. D’autres installations sont nouvelles après ces travaux (bureau, laboratoire, chambres d’élevage, salle de projection vidéo et d’animation).

### Années 2000
Après rénovation (dû au succès de plus en plus important), le parc animalier devient, en 2006, Alligator Bay avec l'adjonction d'une zone de 2 500 m2 recevant crocodiles et alligators et caïmans ; la « Serre aux Alligators », ouverte au public le 1er juillet. Cette installation accueille, dès son ouverture, le plus grand groupe d'alligators du Mississipi.  
Cette même année, une nouvelle « Ferme des Tortues » est créée.
La superficie du parc zoologique est alors de 10 000 m2,.

### Années 2010
En 2010, l’établissement est condamné à une amende de 10 000€ par le tribunal correctionnel d’Avranches pour mauvaise tenue des registres, défaut de marquage sur certains animaux, et détention et utilisation d’espèces protégées sans autorisation.
En 2012, le reptilarium public accueille ses premiers alligators albinos en provenance de Louisiane - mais achetés en Espagne l'année précédente - ; deux femelles de 7 ans et un mâle de 6 ans. Ils sont destinés à la reproduction. Cet événement n'avait, jusqu’à présent, jamais eu lieu en Europe,.
En mars 2014, une alligator alibinos femelle quitte le parc zoologique pour rejoindre la Planète des crocodiles, à Civaux.
En 2016, Alligator Bay se voit saisir une centaine d’animaux - soit ⅔ des animaux du zoo - par la Brigade de recherches d'Avranches (Manche) et l’Office national de la chasse et de la faune sauvage alors que cette dernière avait alerté sur les registres et des fiches de suivis des animaux qui ne seraient pas bien tenus et remarqué « des incohérences dans les registres d'entrée et de sortie des animaux ». Une enquête est alors ouverte et confiée aux deux entités précédemment citées,,.
En 2019, le parc zoologique effectue des travaux en réaménageant l’espace des tortues géantes de manière écoresponsable, mais aussi en créant une aire de jeux pour enfants et une nouvelle zone de restauration.

### Années 2020
En 2020, la réouverture du site ne se fait que le 21 mai, après un confinement lié à la pandémie de Covid-19. Ce dit site met alors en place une série de mesures de sécurité afin de protéger les visiteurs,,. Il connaît alors des problèmes de trésoreries.
En 2021, le 9 mai, le reptilarium public connaît la naissance rare en captivité d’un iguane à queue épineuse du Yucatan.
À la suite de la pandémie de Covid-19 ainsi que des mesures gouvernementales, la réouverture du zoo est retardée au 9 juin du fait qu’il soit en grande partie en intérieur. Ceci cause alors de nouveaux problèmes financiers.
En 2023, Alligator Bay propose un nouvel espace, accueillant une exposition baptisée « La légende des dragons ». Celle-ci fait le parallèle entre les créatures fantastiques et réelles, ainsi que les significations qu’elles ont au sein de différentes cultures.

## Installations et faune hébergée
Le zoo est accessible aux personnes à mobilité réduite, sauf les tunnels d'observation et l'aire de jeux.
Une « Plaine des Dinosaures », où sont exposées différentes représentations de ces derniers et une exposition qui leur est consacrée : « La légende des dragons », un point de restauration ainsi qu’une boutique complète les installations du parc zoologique beauvoisin.
En 2023, le parc zoologique présente 700 animaux - parmi lesquels crocodiles, lézards, serpents et tortues - de près de 85 espèces différentes.
Représentant les cinq continents que sont l'Afrique, l'Amérique, l'Asie, l'Europe et l'Océanie, ils sont répartis à travers trois zones thématiques distinctes.

### «Ferme des tortues»
Ouvert en 1998, cet espace est un jardin paysager de 6 000 m2 qui présente de multiples espèces de tortues. Certaines sont terrestres : tortue bordée, tortue brune, tortue charbonnière à pattes rouges, tortue à éperons géante, tortue étoilée de Birmanie, tortue étoilée d’Inde, tortue géante des Seychelles, tortue d’Hermann, tortue léopard, tortue marginée, tortue sillonnée, tortue des Steppes et tortue à tête jaune. D'autres sont aquatiques : tortue alligator, tortue de Floride et tortue serpentine. Des cochons d’Inde y sont également présents.
Dans cette partie du parc zoologique, un espace aménagé permet de caresser des tortues sillonnées, la plus grande espèce de tortue d’Afrique et la troisième plus grande du monde après les tortues géantes des Galápagos et les tortues géantes des Seychelles.

### «Serre aux alligators»
Cette zone, créée en 2006, présente le plus grand groupe d'alligators en Europe mais aussi des caïmans, des crocodiles ou encore deux espèces de tortues.
Pour le bien être des espèces accueillies, la température dans la serre est maintenue à 28°C. tout au long de l'année.
Y évoluent : alligators du Mississipi (dont trois sont atteints d’albinisme), caïman à museau large, caïman yacare, crocodile de Cuba, crocodile du Nil et crocodile du Siam mais aussi tortue alligator et tortue à nez de cochon.
La particularité de cet endroit réside en ses décors et espaces : cascades, cabanes, tunnel d’observation…

### «Labyrinthe des dragons»
Troisième zone thématique du reptilarium, le « Labyrinthe des dragons » est un ensemble de terrariums climatiques. Sont ainsi présentés des caméléons (caméléon panthère et faux caméléon de Cuba), des iguanes (iguane des Fidji, iguane de la Motagua, iguane noir, iguane à queue épineuse, iguane rhinocéros, iguane à tête casquée et iguane vert), des lézards (agame barbu, basilic vert, dragon d’eau australien, gecko léopard, héloderme granuleux, hydrosaure des Célèbes, hydrosaure de Weber, lézard caïman, lézard à collerette, lézard crocodile de Chine, lézard fouette-queue, lézard ocellé de l’Atlas, lézard perlé, monstre de Gila, scinque à langue bleue, scinque pomme de pin et tégu à langue bleue), des serpents (anaconda jaune, anaconda vert, boa de Cuba, boa de Duméril, couleuvre d’Esculape, couleuvre à échelons, couleuvre fer à cheval, couleuvre léopard, couleuvre de Montpellier, couleuvre royale à diadème, couleuvre vipérine, faux corail du Sonora, fer de lance du Sri Lanka, python améthyste, python malais, python olive, python réticulé, python royal, python de Seba, python tapis du Nord, python à tête noir, python de Timor, python vert, serpent des blés, serpent ratier chinois, serpent ratier vert à queue rouge, serpent roi, serpent arboricole vert, vipère aspic, vipère ciliée et vipère heurtante) mais aussi des varans (varan bleu, varan malais, varan de Gould et varan vert).
Des tunnels et des pyramides d’observations permettent une certaine immersion dans le vivarium de certaines espèces.

## Conservation
Ce parc animalier est spécialiste de la faune reptilienne. De ce fait, les 700 animaux qu’il présentent, sur un espace d’un hectare, bénéficient d’espaces adaptés à leurs modes de vie, tels des terrariums climatiques pour la reproduction de reptiles menacés, gérés par ordinateur afin de maintenir un climat ambiant de jour en jour.
La « Serre aux Alligators » bénéficie d’une température de 28°C toute l’année, afin de subvenir aux besoins des animaux qui y habitent.
Une microfaune souterraine, aérienne et terrestre permet la décomposition des déjections, feuilles mortes et les restes de nourriture.

### Conservation ex situ
Le parc est reconnu, avec plus de 200 naissances par an, comme expert de la protection et préservation de la faune reptilienne et comme centre de reproduction. Ce qui en fait « l’une des rares réserves génétiques » (Jean-Pierre Macé),.

### Conservation in situ
|            |
| Alligators |

|                |
| Tortue étoilée |

|       |
| Varan |

|                   |
| Iguane rhinocéros |

|          |
| Caméléon |

## Données économiques et opérationnelles

### Activités
Le zoo est ouvert, en 2023, au moins un jour tous les mois de l’année. Il propose chaque jour d’ouverture d'assister à plusieurs nourrissages d'animaux (repas des tortues, des alligators, des crocodiles ou encore des lézards).
Il y est également projeté des documentaires animaliers.

### Budget
La pandémie de Covid-19 ainsi que les mesures gouvernementales contre la propagation du virus ont mis en difficultés l’établissement zoologique, malgré les nombreuses aides publiques qu’il reçoit. C’est notamment la réouverture possible qu’à la date du 9 juin 2021 qui pose problème car c’est au mois d’avril et de mai qu’il effectue le plus gros de son chiffre d'affaires.

### Tarifs et politiques de prix
Après le confinement de début d’année 2020 lié à la pandémie de Covid-19, et de la réouverture du parc zoologique le 21 mai, l’établissement met en place un tarif réduit pour les personnes portant un masque.
En 2023, le prix du billet d’entrée, tarif plein adulte (à partir de 13 ans), est de 15€. Le tarif enfant (de 3 à 12 ans) est de 10€ . Les bébés de moins de 3 ans entrent gratuitement dans le zoo.
Des tarifs de groupe sont proposés (10 - 20 personnes), les chauffeurs de bus bénéficient de l’entrée gratuite.

### Services
Le reptilarium dispose, en son sein, d’un point de restauration (snacks de produits frais) par la Croc’Resto, ouvert en juillet et août. Tout le reste du temps, il est proposé plusieurs entremets. Il est possible de prendre son propre repas (l’établissement met à disposition un micro-ondes), des tables de pique-nique sont ainsi mises à disposition.
Les enfants peuvent bénéficier d’une aire de jeux thématique, au sein même des limites du zoo.
Les visiteurs disposent d’un parking gratuit.
Une boutique de souvenirs complète les services du parc zoologique,.

### Direction et personnel

#### Directeurs
Jean-Christophe Macé est le directeur du parc zoologique en 2021.

#### Emplois
En 2021, le zoo emploi 10 personnes, entre soigneurs, personnels d'accueil et de ménage.
À minima trois soigneurs s’occupent chaque jour des animaux, un vétérinaire passe une fois par semaine.

### Fréquentation
La fréquentation du parc zoologique se situe entre 100 et 115 mille visiteurs par an, dont 40% sont étrangers. La plupart d’entre eux visitent l’établissement entre avril et septembre. Ainsi, il est l’un des sites privés les plus visités de la Manche.